# 台視新聞世界報導
《台視新聞世界報導》，為台視於1987年4月6日播放的夜間新聞節目，2014年7月3日停播。2016年5月17日在台視新聞台恢復播出。

## 歷史
《台視新聞世界報導》的前身為1986年1月1日開播的現場直播夜間新聞節目《台視新聞夜線》，播出時間為每週一至週五23:00～23:25，由李四端與陳藹玲擔任雙主播。
1987年4月2日11:00，台視新聞部在台視大樓第一攝影棚（台視一棚）舉辦《台視新聞世界報導》發表會，標榜與CNN合作。 1987年4月6日，《台視新聞世界報導》開播，最早的播出時間為每週一至週五22:30～23:00，且每日接收《CNN晚間新聞》（CNN Evening News）畫面。
1988年3月，《台視新聞世界報導》獲得第23屆金鐘獎電視金鐘獎新聞節目主持人獎（得獎者：李四端、陳藹玲）。
1989年2月22日，《台視新聞世界報導》增開5分鐘的體育新聞，台視成為台灣第一家以固定時段播出體育新聞的電視台。1989年8月10日，台視新聞部與《中時晚報》編輯部開始共同策劃《台視新聞世界報導》的深度報導單元，是台灣第一個電視與報紙跨媒體合作的電視節目。
2004年至2007年11月15日，劉孟竹擔任《台視新聞世界報導》主播。2007年11月19日，《台視新聞世界報導》延長播出時間為一小時（每週一至週五23:00～24:00），並改由劉麗惠擔任主播。2009年3月25日，因應台視節目調整，《台視新聞世界報導》停播；同年9月，《台視新聞世界報導》復播。
2013年12月9日，《台視新聞世界報導》於台視HD台改以規格播出，但僅限鏡面及播報畫面部分，採訪畫面尚為標準畫質。2014年4月中旬起，在台視HD台播出的採訪帶，已逐漸改為高清畫質。
2014年7月3日，因應台視節目調整，《台視新聞世界報導》二度停播。
2016年5月17日，在台視新聞台復播，播出時間為每週二至週六00:00～01:00。8月1日起，調整為每週一至週五23:00~00:00。
2020年12月1日，《台視新聞世界報導》改為每週一至週五21:00~22:00。

## 歷任主播
- 李四端（現任MOMOTV《大雲時堂》主持人、MOMOTV董事長、大雲文創董事長、銘傳大學傳播學院講師）
- 陳藹玲
- 眭澔平
- 戴忠仁
- 盧秀芳（現任中國電視公司董事長）
- 張雅琴（現任年代新聞台《1800年代晚報》當家主播、《雅琴看世界》主持人、製作人）
- 方念華（現任TVBS《Focus全球新聞》主播、《TVBS看板人物》主持人、TVBS新聞台新聞部製作人）
- 蔣任
- 劉佳佳
- 劉孟竹（轉任台視新聞採訪中心主任）
- 劉麗惠（現任台灣大哥大永續暨品牌管理處副總經理)）
- 林益如（轉任台視主頻、台視新聞台《台視晚間新聞》當家主播）
- 姚佳倩
- 王偊菁（現任三立新聞台《前進新台灣》主持人）
- 郭育盈
- 林家琪
- 張宇
- 張寧（轉任台視新聞主播）
- 陳家頤（轉任台視新聞台《台視新聞全球現場》主播、台視新聞台《尋找台灣感動力》主持人
- 李宛儒《現任FoodGo Box今晚想自己煮》發言人
- 何庭歡
- 周璟瑜（現任高雄市政府發言人）

## 獎項
| 年份   | 獲提名               | 獎項                                           | 結果 |
| ------ | -------------------- | ---------------------------------------------- | ---- |
| 1988年 | 《台視新聞世界報導》 | 第23屆金鐘獎新聞節目主持人獎（李四端、陳藹玲） | 獲獎 |

## 外部連結
- 台灣電視資料庫 （页面存档备份，存于）